# Luz Clarita
Luz Clarita es una telenovela mexicana infantil producida por MaPat López de Zatarain, quien hace su debut como productora de telenovelas para Televisa en 1996 y 1997, es una readaptación de la telenovela de 1982, Chispita.
Protagonizada por Verónica Merchant, César Évora, Daniela Luján y Ximena Sariñana, coprotagonizada por  Aitor Iturrioz y Paty Díaz, con las participaciones antagónicas de Frances Ondiviela, Sussan Taunton, Lily Garza y Tomás Goros y cuenta además con las actuaciones estelares de Alejandro Tommasi, Miguel Pizarro, Eleazar Gómez y las primeras actrices Elsa Cárdenas, Margarita Isabel y Eva Calvo.
Con esta telenovela se inicia la apertura de telenovelas infantiles de nuevo en Televisa, creándose el proyecto Televisa Niños para promocionar producciones dirigidas al público infantil.

## Argumento
Luz Clarita es una dulce niña de ocho años que quiere encontrar a su mamá, y en su búsqueda, vivirá momentos tristes y grandes alegrías.
Gracias a una serie de casualidades, la familia de Mariano de la Fuente decide abrirle las puertas de su hogar a Luz Clarita y aunque al principio podría parecer que dicha niña solo ha venido a crear un caos en sus vidas, poco a poco se dan cuenta de que ha llegado para enseñarle a niños y adultos una lección importante: que el amor es la esencia de la felicidad.
El proceso no es fácil, porque Luz Clarita tiene sus propios problemas; está convencida de que no es huérfana, de que su madre no murió como todo parece indicar, sino que está en algún lugar esperando a reunirse con ella. Armada únicamente de su fe, y con la silenciosa complicidad del Padre Salvador, se da a la tarea de buscar a su madre.
Con la familia De la Fuente, Luz Clarita tiene problemas con la pequeña Mariela, una niña que ve en ella una rival en potencia, y desde el primer día se dedica a hacerle la vida imposible.
En esta casa la niña conoce a Natalia, la joven sirvienta, enamorada en secreto de José Mariano de la Fuente, y en ella encuentra apoyo y cariño, además de ayudarla a conseguir el amor de José Mariano.
En su correr por la vida, Luz Clarita encuentra a Soledad, una joven con un misterioso pasado que coincidentemente llega a trabajar a la casa hogar, precisamente el día en que Luz Clarita la abandona para irse a la mansión de los De la Fuente. La pequeña llega a sentir un cariño especial por ella, tanto que, aprovechando la inmediata simpatía que Soledad y Mariano sienten al conocerse, Luz Clarita intenta unirlos.
El amor y la bondad de Luz Clarita encuentran serios obstáculos, como Brígida, la estricta ama de llaves de la mansión De la Fuente, e instructora de Mariela, a la cual se dedica a malinfluenciar. También se enfrenta a los turbios intereses de Bárbara y Érika, un par de mujeres engreídas y ambiciosas que están decididas a conquistar a toda costa a Mariano y a José Mariano.
Entre todas estas dificultades, Luz Clarita luchará por encontrar la felicidad al lado de su mamá, quien resulta ser esa joven de misterioso pasado, Soledad, que en realidad se llama Rosario.

## Reparto
- César Évora - Mariano de La Fuente Gómez
- Verónica Merchant - Soledad Martínez / Rosario Vertis vda. de Gonzalo
- Daniela Luján - Luz Clara Gonzalo Vertis "Luz Clarita"
- Ximena Sariñana - Mariela de La Fuente
- Aitor Iturrioz - José Mariano de La Fuente
- Paty Díaz - Natalia Valderrama
- Frances Ondiviela - Bárbara Vda. De Lomelí
- Lily Garza - Brígida
- Alejandro Tommasi - Padre Salvador Uribe
- Sussan Taunton - Érika Lomelí
- Miguel Pizarro - Roque
- Tomás Goros - Anselmo
- Elsa Cárdenas - Hada Reina
- Adriana Acosta - Panchita
- Gerardo Murguía - Servando
- Evangelina Martínez - Prudencia
- Lucero Lander - Sor Caridad
- Julio Mannino - Bruno
- Margarita Isabel - Verónica
- Eleazar Gómez - Martín  "El Chanclas"
- Esteban Franco - Arnulfo
- José María Torre - Israel
- Rocío Sobrado - Belinda
- Eva Calvo - Cata
- Graciela Bernardos - Sra. Directora
- Sagrario Baena - Hortensia
- Raúl Azkenazi - Rústico Domínguez
- Liza Echeverría - Dana
- Maleni Morales - Pilar
- Roxana Saucedo - Graciela Vertis Stockton
- Alejandra Jurado - Paz
- Miguel Arteaga - Felix
- Denisse Gallegos - Narcisa
- Ángel Casarín - Papá de Roque
- Pedro Damián - Doctor Damián
- Alejandra Espejo - Eloisa
- Virginia Gutiérrez - Carmela
- Gustavo Negrete
- José Antonio Marros
- Ninel Conde - Elsa Cárdenas
- Sabine Moussier[3]

## Equipo de producción
- Historia original de: Abel Santa Cruz
- Adaptación: Viviana Pimstein
- Coadaptadores: Celia Alonso, Lucía Campero de Mendizábal, Dolores Ortega, Alejandro Orive
- Edición literaria: Esther Alicia Cabrera
- Tema musical: Luz Clarita
- Música y letra original: Rubén Zepeda
- Intérpretes: Ximena Sariñana y Daniela Luján
- Escenografía: Rocío Vélez
- Ambientación: Diana Riveramutio
- Diseño de vestuario: Maribel González
- Diseño de imagen: Mike Salas
- Musicalizador: Luis Alberto Diazayas
- Editor: Óscar Morales
- Asistente de edición: José Jiménez Menchaca
- Contratación: Rocío Fonseca
- Jefe de producción: Jaime Santos
- Gerente administrativo: Arturo Rangel
- Coordinadora de locaciones: Dinorah Escudero
- Director de cámaras adjunto: Bernardo Nájera
- Director de escena adjunto: Luis Pardo
- Coordinación: Arlene López, Antonio Reyes
- Director de cámaras: Javier Rodríguez
- Productor asociado: Fausto Sáinz
- Director: Pedro Damián
- Productora: Martha Patricia López de Zatarain

## Versiones
- Luz Clarita es una reedición de la telenovela Chispita de 1982, producida por Valentín Pimstein protagonizada por Lucero, Angélica Aragón y Enrique Lizalde, producida por Televisa, que a su vez es reedición de la telenovela argentina Andrea Celeste producida en 1979 y protagonizada por Andrea del Boca, Raúl Taibo y Ana María Picchio.
- La telenovela Luz Clarita  logró un éxito considerable en Polonia, donde se transmitió en una versión bastante no estándar en la red de canales regionales públicos TVP Regionalna (hoy se transmite como TVP3). desde el 30 de septiembre de 1996 hasta 1997 o 1998 con dos episodios al día y repitiendo desde el primer episodio tras el final de la emisión anterior en el momento de mayor popularidad de la telenovela. El principal cambio con respecto al original consistió en dividir los episodios más largos en otros más cortos que no superaban los 30 minutos de duración. Por lo tanto, los espectadores polacos vieron no 105 sino 123 episodios de la producción. En Polonia, la telenovela "Luz Clarita" fue transmitida bajo el nombre "Serce Clarity" y traducida por Tomasz Boruszczak, y preparada por la propia TVP Regionalna gracias al centro regional de TVP Łódź.

## Premios y nominaciones

### Premios TVyNovelas 1997
| Categoría                | Nominado(a)       | Resultado |
| ------------------------ | ----------------- | --------- |
| Mejor actriz joven       | Verónica Merchant | Ganadora  |
| Mejor actuación infantil | Daniela Luján     | Ganadora  |
| Mejor actuación infantil | Eleazar Gómez     | Nominado  |
| Mejor actriz debutante   | Ximena Sariñana   | Nominada  |